# Tariana
Los Tariana son una etnia indígena que habita al noroccidente del estado brasileño de Amazonas, en las Tierras Indígenas de Yauareté I, Alto Rio Negro, Médio Rio Negro I, Médio Rio Negro II y Taracuá y en el departamento de Vaupés, Colombia. Su lengua propia pertenece a la familia arawak, pero es hablada actualmente solo por 100 personas, mientras la mayoría de los tariana hablan tucano, idioma de sus vecinos y aliados.
Se denominan a sí mismos como bipó diroá masí (hijos de sangre del trueno). Llegaron desde la cuenca del río Isana a su territorio actual en las márgenes del río Vaupés.